# Butleria
Butleria is een geslacht van vlinders van de familie dikkopjes (Hesperiidae), uit de onderfamilie Heteropterinae.

## Soorten
- B. bissexguttatus (Philippi, 1860)
- B. elwesi Evans, 1939
- B. flavomaculatus (Blanchard, 1852)
- B. fruticolens (Butler, 1881)
- B. paniscoides (Blanchard, 1852)
- B. polyspilus (Felder, 1862)
- B. quilla Evans, 1939
- B. sotoi Reed, 1877